# لی یانزن
لی یانزن (انگلیسی: Lee Janzen؛ زادهٔ ۲۸ اوت ۱۹۶۴) یک گلف‌باز اهل ایالات متحده آمریکا است.